# Afonso Cunha
Afonso Cunha é um município brasileiro do estado do Maranhão. Sua população estimada segundo o censo 2022 era de 6.144 habitantes.

## História
A partir do povoado Regalo, começa a história, de Afonso Cunha, pois ali, nos limites de Coelho Neto e Chapadinha, iniciava-se o desbravamento do território. A formação inicial do lugar não se alterava e apenas, em pequena escala, explorava-se lavoura e o extrativismo.
A família Bacelar, influente na política de Coelho Neto e gozando da simpatia do Governo do Estado, iniciou a proposição para criar-se o município, dando-lhe o topônimo de Afonso Cunha, em homenagem ao poeta caxiense, grande amigo da família.
Apresentado o Projeto e encaminhado à consideração da Assembleia Legislativa do Estado, recebeu total apoio, sendo logo aprovado através da Lei Estadual nº 87, de 10 de outubro de 1959, com o nome de Afonso Cunha, sendo desmembrado de Coelho Neto.
Banhada pelo riacho São Gonçalo, com nascente na localidade São Gonçalo, no município, e deságua no rio Munim, na localidade Carnaubal, município de Chapadinha. 
A cidade é rica em águas, a população sobrevive da agricultura: arroz, feijão, mandioca, bacuri, açaí e buriti.

## Geografia
Em 2024, a área do município de Afonso Cunha era de 371,765 quilômetros quadrados, o que o colocava na posição 189 dentre as 217 cidades do estado do Maranhão.
População
De acordo com dados do Censo Demográfico de 2022, a população do município era de 6.144 habitantes e a densidade demográfica era de 16,55 habitantes por quilômetro quadrado. Para além, a população estimada para 2024 é de 6.296 habitantes.
Educação
Em 2010, a taxa de escolarização de 6 a 14 anos de idade era de 96,6%. Comparando-se com os outros municípios do estado do Maranhão, ficava na posição 117 de 217.
| Taxa de escolarização de 6 a 14 anos de idade [2010]             | 96,6%            |
| IDEB – Anos iniciais do ensino fundamental (Rede pública) [2023] | 5,7              |
| IDEB – Anos finais do ensino fundamental (Rede pública) [2023]   | 3,9              |
| Matrículas no ensino fundamental [2023]                          | 1.511 matrículas |
| Matrículas no ensino médio [2023]                                | 687 matrículas   |
| Docentes no ensino fundamental [2023]                            | 115 docentes     |
| Docentes no ensino médio [2023]                                  | 30 docentes      |
| Número de estabelecimentos de ensino fundamental [2023]          | 21 escolas       |
| Número de estabelecimentos de ensino médio [2023]                | 2 escolas        |

Fonte: IBGE
Economia
Em 2021, o PIB per capita do município era de R$ 12.832,8. Comparando-se com os outros municípios do estado do Maranhão ficava na posição 51 de 217.  
| Salário médio mensal dos trabalhadores formais [2022]                                             | 1,9 salários mínimos |
| Pessoal ocupado [2022]                                                                            | 442 pessoas          |
| População ocupada [2022]                                                                          | 7,19 %               |
| Percentual da população com rendimento nominal mensal per capita de até 1/2 salário mínimo [2010] | 54,9 %               |

Fonte: IBGE
Saúde
Em 2022, a taxa de mortalidade infantil média na cidade era de 9,01 para 1.000 nascidos vivos. Comparando-se com todos os municípios do Maranhão, ficava na posição 171 de 217. Em 2009, o município contava com dois estabelecimentos da rede do SUS.
Meio Ambiente
Com o bioma predominante de cerrado, o município de Afonso Cunha, em 2010, apresentava 2,5% de domicílios com esgotamento sanitário adequado, além de 79,1% de domicílios urbanos em vias públicas com arborização e 0% de domicílios urbanos em vias públicas com urbanização adequada.

## Últimos prefeitos eleitos
| Ano  | Prefeito       | Partido | Votos | %     | Ref    |
| ---- | -------------- | ------- | ----- | ----- | ------ |
| 2012 | Jose Leane     | PMDB    | 1.703 | 43,52 | [ 7 ]  |
| 2016 | Arquimedes     | PTB     | 2.181 | 43,28 | [ 8 ]  |
| 2020 | Arquimedes     | PDT     | 2.634 | 47,67 | [ 9 ]  |
| 2024 | Pedro Medeiros | PL      | 3.676 | 57,18 | [ 10 ] |